# Окунев, Григорий Селиверстович
Григорий Селиверстович Окунев (1923—2002) — младший сержант Советской Армии, участник Великой Отечественной войны, Герой Советского Союза (1945).

## Биография
Григорий Окунев родился 25 марта 1923 года в Семипалатинске. Рано остался без родителей, рос сначала в детских домах, затем в семье старшей сестры. После окончания семи классов школы и курсов трактористов работал по специальности. В августе 1942 года Окунев был призван на службу в Рабоче-крестьянскую Красную Армию. С октября того же года — на фронтах Великой Отечественной войны. В боях два раза был ранен.
К январю 1945 года младший сержант Григорий Окунев командовал орудием 966-го артиллерийского полка 383-й стрелковой дивизии 33-й армии 1-го Белорусского фронта. Отличился во время освобождения Польши. 23 января 1945 года расчёт Окунева перерезал дорогу отходящей немецкой колонне под городом Калиш и уничтожил головной танк. Когда в разгаре боя из строя выбыли все бойцы расчёта, Окунев продолжал вести огонь, уничтожив 1 танк и 1 самоходное артиллерийское орудие.
Указом Президиума Верховного Совета СССР от 31 мая 1945 года за «образцовое выполнение боевых заданий командования на фронте борьбы с немецкими захватчиками и проявленные при этом мужество и героизм» младший сержант Григорий Окунев был удостоен высокого звания Героя Советского Союза с вручением ордена Ленина и медали «Золотая Звезда» за номером 6989.
В 1947 году Окунев был демобилизован. Проживал и работал в Северной Осетии, последние годы — во Владикавказе. Умер 22 апреля 2002 года, похоронен на Аллее Славы в Красногвардейском парке Владикавказа.
Был также награждён орденом Отечественной войны 1-й степени, двумя орденами Отечественной войны 2-й степени, орденом Красной Звезды и рядом медалей.